# Peter-Uwe Witt

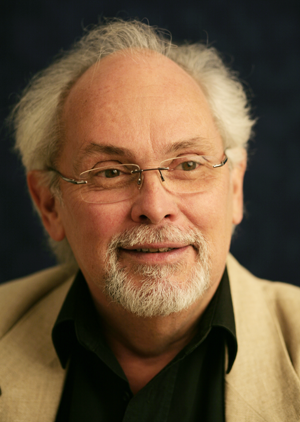
Peter-Uwe Witt 2008

Peter-Uwe Witt (* 6. Juni 1942 in Wernigerode) ist ein deutscher Schauspieler.

## Leben
Peter-Uwe Witt besuchte von 1960 bis 1964 die Max-Reinhardt-Schule für Schauspiel in Berlin. Seit 1971 ist er Mitglied des Vereins „Schlaraffia e.V.“ u. a. in Freiburg i. Br. „Fryburgia Brisgaviae“, Lüneburg „Auf der Heide“, Bielefeld „Ravensbergia“ und Gründungsmitglied in Detmold „Theotmalli“. Seit 2004 ist Peter-Uwe Witt Leiter der „Seniorenbühne der VHS-Detmold“. In den Jahren 1994 bis 1999 und 2004 bis 2009 war er sachkundiger Bürger im Ausschuss für Kultur, Tourismus und Marketing der Stadt Detmold. Seit 2009 gehört er dem Stadtrat von Detmold an.
Peter-Uwe Witt ist seit 1977 mit der Tänzerin Reinhild Friedlein verheiratet. Das Paar hat zwei Söhne.

## Filmografie

### Filme
- 1954: Hänsel und Gretel – erste Hauptrolle im Spielfilm
- 1956: Waldwinter
- 1957: Wie ein Sturmwind – Horst (Hauptrolle als Sohn von Lili Palmer)
- 1957: Liebe, Jazz und Übermut
- 1958: Endstation Liebe – Uli
- 1958: 13 kleine Esel und der Sonnenhof – Hubert
- 1961: Der Mann von draußen – Doug
- 1962: Genosse Münchhausen
- 1964: Das Kaffeehaus – Troppo

### Serien
- 1957: Unter uns gefragt – unter uns beantwortet – SFB-Jugend-Fernseh-Livesendung (8 Folgen)
- 1962: Alle meine Tiere (4 Folgen)
- 1963: Bei uns zu Haus – Szenen aus dem Leben der Familie Lindinger – SWF-Fernsehserie (12 Folgen)

## Synchronisation
- 2007: Überleben – Karla Frenkel-Raveh: Eine Zeitzeugin berichtet. ISBN 978-3-06-064271-7 (Sprecher)

## Hörspiele (Auswahl)
- 1956: Piet Bakker: Ciske, die Ratte (Sip) – Regie: Hanns Farenburg (SDR / SFB)
- 1963: Thierry: Pension Spreewitz (Das verschwundene Buch, Folge 127, Erstsendung 6. Januar 1963) – Regie: Ivo Veit (RIAS Berlin)
- 1970: Johannes Hendrich: Dieter Schwenke zum Beispiel (Heinz) – Regie: Johannes Hendrich (SFB / NDR)